# 田幡妃菜
田幡 妃菜（たばた ひな、2005年（平成17年）3月15日 - ）は、日本の女優。
埼玉県出身。ホリ・エージェンシーを経て、現在はLifikaに所属。

## 経歴
- 第41回ホリプロタレントスカウトキャラバンで、応募総数2万4794人の中からファイナリスト9人に選ばれた[1]。
- 2021年10月9日放送の『顔だけ先生』（東海テレビ）第1回では、坊主頭で登校してくる女子生徒役を演じ、本作のためにロングヘアを実際に剃り上げた[2]。
- その後、時期は不明だが、株式会社Lifikaに移籍している。

## 人物
- 特技は、長距離走と太鼓[3]。

## 出演

### テレビドラマ
- ぼくらの勇気 未満都市2017（2017年7月21日、日本テレビ） - 女子中学生役[4]
- FINAL CUT 第2話（2018年1月16日、関西テレビ） - 真崎茜 役[5]
- 絶対零度〜未然犯罪潜入捜査〜（2020年1月6日 - 3月16日、フジテレビ） - 香坂朱里（少女時代） 役[6]
- 顔だけ先生（2021年10月9日 - 12月18日、東海テレビ） - 水原みずき 役[7][8][2]
- 湊かなえ「落日」 第2話（2023年9月17日、WOWOW） - 小川涼子 役

### 映画
- 猫は抱くもの（2018年6月23日） - 12歳の沙織 役[9]
- 罪の声（2020年10月30日） - 天地幸子(少女時代) 役

### CM
- カゴメ 野菜生活100 「野菜が好きになっちゃうおいしさ」篇（2018年3月1日 - ）
- 積水ハウス 「引退の日」篇（2019年12月 - ）[10]

### コンサート
- 都響スペシャル2021 (2021年3月15日、サントリーホール) 武満徹：系図 − 若い人たちのための音楽詩 − 語り

### PV
- 緑黄色社会「僕らはいきものだから」（2024年9月20日）